# Memorial Tournament
Memorial Tournament är en professionell golftävling på den amerikanska PGA-touren. Tävlingen startades 1976 av Jack Nicklaus och har sedan dess spelats på Nicklaus egendesignade golfbana på Muirfield Village Golf Club utanför Dublin, Ohio. Golfbanan går genom bostadsområdet Muirfield Village, där det står en bronsskulptur av Nicklaus medan han instruerar en yngre golfspelare.
Varje år är tävlingen dedikerad till att hylla en specifik person – död eller levande – som har varit viktig för sporten, antingen genom att ha spelat golf eller ha arbetat för den. År 2000 var Nicklaus själv hedrad, 2014 var Annika Sörenstam den hedervärda och 2017 var Greg Norman den som blev hedrad.

## Historia
Dublin är en förort till Columbus där Nicklaus föddes, växte upp, lärde sig spela golf och bildade familj. Muirfield Village GC byggdes på Nicklaus gamla jaktmarker; hans far tog med honom hit för att jaga som ung; Nicklaus köpte sedan marken 1966. Golfbanan blev klar 1974, och enligt Nicklaus själv är det den bästa som han har designat. Tävlingen började arrangeras 1976 och har blivit en av PGA-tourens mest prestigefulla tävlingar och har spelats i månadsskiftet maj-juni varje år sedan tävlingen startade.
Golfbanan är privatägd och har blivit rankad bland de 20 bästa golfbanorna i USA av Golf Digest. Golfbanan är 6 467 meter lång med par 72.

## Inbjudan och status
Memorial Tournament är en inbjudningstävling, vilket innebär att enbart inbjudna, eller spelare som mött ett kriterium för inbjudan, får delta. Tävlingen är en av enbart fem PGA Tour tävlingar som har inbjudningsstatus, tillsammans med Arnold Palmer Invitational, Dean & DeLuca Invitational, RBC Heritage samt Quicken Loans National. Inbjudningstävlingar har mindre startfält (mellan 120 och 132 spelare), till skillnad från vanliga PGA Tour tävlingar som har omkring 144 startande. År 2017 var det 120 som deltog i tävlingen.

### Startfältet
Startfältet består av 120 spelare utefter följande kriterier:
- Vinnare av Memorial Tournament under de senaste 5 åren.
- Vinnare av Players Championship och samtliga majors under de senaste 5 åren.
- Vinnare av THE TOUR Championship under de senaste 3 åren.
- Vinnare av Arnold Palmer Invitational under de senaste 3 åren.
- Vinnare av samtliga WGC-tävlingar under de senaste 3 åren.
- Deltagare av de senaste U.S. Ryder Cup-laget, Europeiska Ryder Cup-laget, U.S. Presidents Cup-laget, och International Presidents Cup-laget.
- Förra årets vinnare av U.S Amateur.
- Förra årets vinnare av British Amateur.
- 14 sponsors exemptions.
- Top 50 Official World Golf Ranking på fredagen innan tävlingen.
- Money List Leaders from International Tours.
- Top 70 från förra årets FedEx Cup poänglista.
- Sponsors Exemption - Web.com Tour Finals.
- Top 70 från den aktuella FedEx Cup poänglistan på fredagen innan tävlingen.

## Vinnare och hedersutnämnda
| År   | Spelare           | Resultat | Mot par | Vinstmarginal | Runner(s)-up                                       | Hedrade                                                                                   |
| ---- | ----------------- | -------- | ------- | ------------- | -------------------------------------------------- | ----------------------------------------------------------------------------------------- |
| 2017 | Jason Dufner      | 275      | −13     | 3 slag        | Rickie Fowler Anirban Lahiri                       | Greg Norman                                                                               |
| 2016 | William McGirt    | 273      | −15     | Särspel       | Jon Curran                                         | Johnny Miller                                                                             |
| 2015 | David Lingmerth   | 273      | −15     | Särspel       | Justin Rose                                        | Nick Faldo                                                                                |
| 2014 | Hideki Matsuyama  | 275      | −13     | Särspel       | Kevin Na                                           | Annika Sörenstam                                                                          |
| 2013 | Matt Kuchar       | 276      | −12     | 2 slag        | Kevin Chappell                                     | Raymond Floyd                                                                             |
| 2012 | Tiger Woods (5)   | 279      | −9      | 2 slag        | Andrés Romero Rory Sabbatini                       | Tom Watson                                                                                |
| 2011 | Steve Stricker    | 272      | −16     | 1 slag        | Brandt Jobe Matt Kuchar                            | Nancy Lopez                                                                               |
| 2010 | Justin Rose       | 270      | −18     | 3 slag        | Rickie Fowler                                      | Seve Ballesteros                                                                          |
| 2009 | Tiger Woods (4)   | 276      | −12     | 1 slag        | Jim Furyk                                          | JoAnne Carner och Jack Burke, Jr.                                                         |
| 2008 | Kenny Perry (3)   | 280      | −8      | 2 slag        | Mathew Goggin Jerry Kelly Justin Rose Mike Weir    | Tony Jacklin, Ralph Guldahl, Charles B. Macdonald, och Craig Wood                         |
| 2007 | K. J. Choi        | 271      | −17     | 1 slag        | Ryan Moore                                         | Louise Suggs och Dow Finsterwald                                                          |
| 2006 | Carl Pettersson   | 276      | −12     | 2 slag        | Zach Johnson Brett Wetterich                       | Michael Bonallack, Charles Coe, Lawson Little, Henry Picard, Paul Runyan, och Denny Shute |
| 2005 | Bart Bryant       | 272      | −16     | 1 slag        | Fred Couples                                       | Betsy Rawls och Cary Middlecoff                                                           |
| 2004 | Ernie Els         | 270      | −18     | 4 slag        | Fred Couples                                       | Lee Trevino och Joyce Wethered                                                            |
| 2003 | Kenny Perry (2)   | 275      | −13     | 2 slag        | Lee Janzen                                         | Julius Boros och William C. Campbell                                                      |
| 2002 | Jim Furyk         | 274      | −14     | 2 slag        | John Cook David Peoples                            | Kathy Whitworth och Bobby Locke                                                           |
| 2001 | Tiger Woods (3)   | 271      | −17     | 6 slag        | Paul Azinger Sergio García                         | Payne Stewart                                                                             |
| 2000 | Tiger Woods (2)   | 269      | −19     | 5 slag        | Ernie Els Justin Leonard                           | Jack Nicklaus                                                                             |
| 1999 | Tiger Woods       | 273      | −15     | 2 slag        | Vijay Singh                                        | Ben Hogan                                                                                 |
| 1998 | Fred Couples      | 271      | −17     | 4 slag        | Andrew Magee                                       | Peter Thomson                                                                             |
| 1997 | Vijay Singh       | 202*     | −14     | 2 slag        | Jim Furyk Greg Norman                              | Gary Player                                                                               |
| 1996 | Tom Watson (2)    | 274      | −14     | 2 slag        | David Duval                                        | Billy Casper                                                                              |
| 1995 | Greg Norman (2)   | 269      | −19     | 4 slag        | Mark Calcavecchia David Duval Steve Elkington      | Willie Anderson, John Ball, James Braid, Harold Hilton, och J.H. Taylor                   |
| 1994 | Tom Lehman        | 268      | −20     | 5 slag        | Greg Norman                                        | Mickey Wright                                                                             |
| 1993 | Paul Azinger      | 274      | −14     | 1 slag        | Corey Pavin                                        | Arnold Palmer                                                                             |
| 1992 | David Edwards     | 273      | −15     | Särspel       | Rick Fehr                                          | Joseph Dey                                                                                |
| 1991 | Kenny Perry       | 273      | −15     | Särspel       | Hale Irwin                                         | Babe Zaharias                                                                             |
| 1990 | Greg Norman       | 216*     | E       | 1 slag        | Payne Stewart                                      | Jimmy Demaret                                                                             |
| 1989 | Bob Tway          | 277      | −11     | 2 slag        | Fuzzy Zoeller                                      | Henry Cotton                                                                              |
| 1988 | Curtis Strange    | 274      | −14     | 2 slag        | David Frost Hale Irwin                             | Patty Berg                                                                                |
| 1987 | Don Pooley        | 272      | −16     | 3 slag        | Curt Byrum                                         | Old Tom Morris och Young Tom Morris                                                       |
| 1986 | Hal Sutton        | 271      | −17     | 4 slag        | Don Pooley                                         | Roberto De Vicenzo                                                                        |
| 1985 | Hale Irwin (2)    | 281      | −7      | 1 slag        | Lanny Wadkins                                      | Chick Evans                                                                               |
| 1984 | Jack Nicklaus (2) | 280      | −8      | Särspel       | Andy Bean                                          | Sam Snead                                                                                 |
| 1983 | Hale Irwin        | 281      | −7      | 1 slag        | Ben Crenshaw David Graham                          | Tommy Armour                                                                              |
| 1982 | Raymond Floyd     | 281      | −7      | 2 slag        | Peter Jacobsen Wayne Levi Roger Maltbie Gil Morgan | Glenna Collett-Vare                                                                       |
| 1981 | Keith Fergus      | 284      | −4      | 1 slag        | Jack Renner                                        | Harry Vardon                                                                              |
| 1980 | David Graham      | 280      | −8      | 1 slag        | Tom Watson                                         | Byron Nelson                                                                              |
| 1979 | Tom Watson        | 285      | −3      | 3 slag        | Miller Barber                                      | Gene Sarazen                                                                              |
| 1978 | Jim Simons        | 284      | −4      | 1 slag        | Billy Kratzert                                     | Francis Ouimet                                                                            |
| 1977 | Jack Nicklaus     | 281      | −7      | 2 slag        | Hubert Green                                       | Walter Hagen                                                                              |
| 1976 | Roger Maltbie     | 288      | E       | Särspel       | Hale Irwin                                         | Bobby Jones                                                                               |

### Flerfaldiga vinnare
Sex stycken spelare har vunnit tävlingen minst två gånger i och med 2017.
- 5 vinster: Tiger Woods (1999, 2000, 2001, 2009, 2012)
- 3 vinster: Kenny Perry (1991, 2003, 2008)
- 2 vinster: Jack Nicklaus (1977, 1984), Hale Irwin (1983, 1985), Greg Norman (1990, 1995), Tom Watson: (1979, 1996)